# Солод, Григорий Иванович
Григорий Иванович Солод (4 февраля 1922, Трубайцы, Хорольский уезд — 1 июля 1997, Москва) — советский учёный-горняк, основоположник теории расчёта многоприводных конвейеров. Доктор технических наук, профессор, заслуженный деятель науки и техники РСФСР.

## Биография
Г. И. Солод родился 4 февраля 1922 г. в селе Трубайцы Хорольского района Полтавской области в семье крестьянина, где кроме него было еще трое детей: старший брат (погиб в 1941 г под Севастополем), брат-близнец Василий Иванович Солод и сестра.
В 1937 г. братья — близнецы окончили семилетнюю школу и поступили в Лисичанский горный техникум, который с отличием окончили в июне 1941 г по специальности «Горный электромеханик». По распределению Г. И. Солод был направлен на работу механиком внутришахтного транспорта на шахту № 22 треста «Снежноеантрацит», а затем механиком участка на шахту им. Титова треста «Лисичанскуголь» (Донбасс).
Когда началась война, Григорий Иванович со своим братом Василием Ивановичем подали заявления о направлении их в действующую армию. После призыва их распределили в Тамбовское военное училище, а уже в октябре 1941 г. были направлены на фронт. Принимали участие в военных действиях на Брянском, Западном, 2-м Белорусском фронтах. С мая 1945 г по август 1946 г служил в штабе Советской военной администрации в Германии. В августе 1946 г. Г. И. Солод был демобилизован из армии в воинском звании капитана и вместе с В. И. Солодом поступил в Московский горный институт им. И. В. Сталина (сейчас — Горный институт НИТУ «МИСиС»). В 1949 г. Григорий Иванович женился, а в 1951 г. окончил институт, получив квалификацию «Горный инженер-машиностроитель».
По решению Ученого совета института обоих братьев рекомендовали в аспирантуру. Научным руководителем Г. И. Солода стал ученый с мировым именем в области рудничного транспорта, член-корреспондент Академии наук СССР А. О. Спиваковский, в то время заведующий кафедрой «Рудничного транспорта» МГИ. В 1954 г. Г. И. Солод успешно защищает диссертацию на тему «Исследование некоторых факторов долговечности горно-транспортных машин», представленную на соискание ученой степени кандидата технических наук.
После успешной защиты кандидатской диссертации Г. И. Солода оставляют на педагогической работе на кафедре «Рудничный транспорт». Сначала он работает в качестве ассистента, а с июня 1958 г.
доцентом. Работая на кафедре «Рудничного транспорта», Г. И. Солод становится известным специалистом в области рудничного транспорта, налаживает связи с конструкторскими и проектными организациями, выполняет многочисленные научные исследования.
В 1968 г. он защищает докторскую диссертацию, посвященную разработке теории и методов расчета многоприводных конвейеров с прямо- и криволинейными трассами. В 1969 г. ему присвоено ученое звание профессора. В 1967 г. Солод Г. И. становится заведующим созданной им кафедрой «Технология машиностроения и ремонт горных машин», а в 1968 г. его назначают деканом горно-механического факультета и председателем Ученого совета факультета. На этих должностях он работает до 1973 г., кафедрой руководил почти четверть века.

## Научная и педагогическая деятельность
С приходом на кафедру Г. И. Солод открывает и возглавляет новое научное направление — управление качеством горных машин, в основу которого положены, разработанные в докторской диссертации принципы структурной систематизации средств и процессов механизации горного и машиностроительного производства.
Проф. Г. И. Солод был крупным ученым в области рудничного транспорта. Им разработаны основы теории расчета многоприводных конвейеров, которые вошли в учебники и научно-техническую литературу, оригинальный метод структурообразования и структурной систематизации по функциональному признаку технологических процессов и технологического оборудования горного и машиностроительного производства; созданы основы безэкспертных методов оценки и прогнозирования качества горных машин.
Г. И. Солод автор свыше 200 научных работ, 5 учебников и учебных пособий, 8 монографий, 53 изобретений, 3 патентов ведущих стран мира. Под руководством профессора Г. И. Солода защищено 67 кандидатских и 7 докторских диссертаций.
На протяжении ряда лет Г. И. Солод являлся членом Экспертного совета ВАК СССР, комиссии по присуждению Государственных и Ленинских премий.

## Признание
За участие в боях на фронтах Великой Отечественной войны Г. И. Солод был награжден орденом Красной Звезды, орденом «Отечественной войны» 1-й степени и шестнадцатью медалями.
За успехи в трудовой деятельности был удостоен ордена Трудового Красного Знамени, множества медалей и нагрудных знаков, включая нагрудные знаки «Шахтерская слава» I, II и III степеней, нагрудный знак «Изобретатель СССР», семь медалей ВДНХ СССР (золотые, серебряные и бронзовые). Ему было присвоено почетное звание «Заслуженный деятель науки и техники РСФСР». Почетный член Академии горных наук.